# Richard Brodeur
Pour les articles homonymes, voir Brodeur.
Richard Brodeur (né le 15 septembre 1952 à Longueuil, dans la province de Québec au Canada) est un joueur professionnel retraité de hockey sur glace ayant évolué à la position de gardien de but.

## Carrière
Bien que repêché par les Islanders de New York lors du repêchage de la Ligue nationale de hockey en 1972, Brodeur rejoint alors la nouvelle Association mondiale de hockey et s'y aligne pour les Nordiques de Québec, club avec qui il remporte la Coupe Avco en 1977. Il reste avec les Nordiques jusqu'à la dissolution de la ligue en 1979, rejoignant par la suite le club l'ayant repêché sept ans plus tôt, les Islanders.
Ayant Billy Smith et Glenn Resch comme gardien, Brodeur ne s'aligne avec les Islanders que pour deux rencontres, évoluant le reste de la saison avec le club affilié à l'équipe dans la Ligue centrale de hockey, les Checkers d'Indianapolis. Il n'y reste que pour une saison avant de passer aux Canucks de Vancouver.
Il se démarque au cours de sa deuxième saison à Vancouver, accumulant une fiche de 11 victoires en 17 rencontres éliminatoire, ce qui aide les Canucks à accéder pour la première fois de leur histoire à la finale de la Coupe Stanley, ce face à l'ancienne équipe de Brodeur, les Islanders de New York. Brodeur devient alors un des favoris de la foule et reçoit de ceux-ci le sobriquet de « Roi Richard », surnom qui le suivra tout au long de sa carrière.  
Brodeur reste avec les Canucks jusqu'en 1988 avant d'être échangé aux Whalers de Hartford. Il revient au jeu pour une saison supplémentaire, mais décide après avoir pris part à six rencontres avec le club affilié aux Whalers dans la Ligue américaine de hockey, les Whalers de Binghamton, d'annoncer son retrait de la compétition.

### Statistiques de gardien en carrière
| Saison     | Équipe                  | Ligue          |     | Saison régulière | Saison régulière | Saison régulière | Saison régulière | Saison régulière | Saison régulière | Saison régulière | Saison régulière | Saison régulière | Saison régulière |    | Séries éliminatoires | Séries éliminatoires | Séries éliminatoires | Séries éliminatoires | Séries éliminatoires | Séries éliminatoires | Séries éliminatoires | Séries éliminatoires | Séries éliminatoires |
| Saison     | Équipe                  | Ligue          | PJ  | V                | D                | Pr/N             | Min              | BC               | Moy              | % Arr            | Bl               | Pun              | PJ               | V  | D                    | Min                  | BC                   | Moy                  | % Arr                | Bl                   | Pun                  |                      |                      |
| 1970-1971  | Maple Leafs de Verdun   | LHJMQ          | 6   | 1                | 4                | 1                | 360              | 47               | 7,83             | --               | 0                | --               |                  |    |                      |                      |                      |                      |                      |                      |                      |                      |                      |
| 1970-1971  | Royals de Cornwall      | LHJMQ          | 35  | --               | --               | --               | 2 100            | 144              | 4,11             | --               | 89,7             | 10               |                  |    |                      |                      |                      |                      |                      |                      |                      |                      |                      |
| 1971-1972  | Royals de Cornwall      | LHJMQ          | 58  | 40               | 17               | 1                | 3 481            | 170              | 2,93             | 90,6             | 5                | 2                | 16               | 12 | 3                    | 960                  | 44                   | 2,75                 | 92,2                 | 1                    | 0                    |                      |                      |
| 1972       | Royals de Cornwall      | Coupe Memorial |     |                  |                  |                  |                  |                  |                  |                  |                  |                  | 3                | 2  | 1                    | 179                  | 4                    | 1,34                 | --                   | 1                    | 0                    |                      |                      |
| 1972-1973  | Nordiques de Québec     | AMH            | 24  | 5                | 14               | 2                | 1 288            | 102              | 4,75             | 86,1             | 0                | 4                |                  |    |                      |                      |                      |                      |                      |                      |                      |                      |                      |
| 1973-1974  | Nordiques de Québec     | AMH            | 30  | 15               | 12               | 1                | 1 607            | 89               | 3,32             | 90,1             | 1                | 0                |                  |    |                      |                      |                      |                      |                      |                      |                      |                      |                      |
| 1973-1974  | Nordiques du Maine      | NAHL           | 16  | 10               | 5                | 1                | 936              | 47               | 3,04             | --               | 0                | 0                |                  |    |                      |                      |                      |                      |                      |                      |                      |                      |                      |
| 1974-1975  | Nordiques de Québec     | AMH            | 51  | 29               | 21               | 0                | 2 938            | 188              | 3,84             | 89,2             | 0                | 13               | 15               | 8  | 7                    | 906                  | 48                   | 3,18                 | --                   | 1                    | 0                    |                      |                      |
| 1975-1976  | Nordiques de Québec     | AMH            | 69  | 44               | 21               | 2                | 3 967            | 244              | 3,69             | 89               | 2                | 2                | 5                | 1  | 4                    | 299                  | 22                   | 4,41                 | --                   | 0                    | 2                    |                      |                      |
| 1976-1977  | Nordiques de Québec     | AMH            | 53  | 29               | 18               | 2                | 2 906            | 167              | 3,45             | 88               | 2                | 0                | 17               | 12 | 5                    | 1 007                | 55                   | 3,28                 | --                   | 1                    | 2                    |                      |                      |
| 1977-1978  | Nordiques de Québec     | AMH            | 36  | 18               | 15               | 2                | 1 962            | 121              | 3,7              | 89,2             | 0                | 2                | 11               | 5  | 5                    | 622                  | 38                   | 3,67                 | --                   | 1                    | 0                    |                      |                      |
| 1978-1979  | Nordiques de Québec     | AMH            | 42  | 25               | 13               | 3                | 2 433            | 126              | 3,11             | 90,1             | 3                | 2                | 3                | 0  | 2                    | 114                  | 14                   | 7,37                 | --                   | 0                    | 0                    |                      |                      |
| 1979-1980  | Islanders de New York   | LNH            | 2   | 1                | 0                | 0                | 80               | 6                | 4,5              | --               | 0                | 0                |                  |    |                      |                      |                      |                      |                      |                      |                      |                      |                      |
| 1979-1980  | Checkers d'Indianapolis | LCH            | 46  | 22               | 19               | 5                | 2 722            | 131              | 2,88             | 90,2             | 4                | 12               | 6                | 3  | 3                    | 357                  | 12                   | 2,02                 | --                   | 1                    | 0                    |                      |                      |
| 1980-1981  | Canucks de Vancouver    | LNH            | 52  | 17               | 18               | 16               | 3 024            | 177              | 3,51             | --               | 0                | 0                | 3                | 0  | 3                    | 185                  | 13                   | 4,22                 | --                   | 0                    | 0                    |                      |                      |
| 1981-1982  | Canucks de Vancouver    | LNH            | 52  | 20               | 18               | 12               | 3 010            | 168              | 3,35             | 89,1             | 2                | 0                | 17               | 11 | 6                    | 1 089                | 49                   | 2,7                  | --                   | 0                    | 0                    |                      |                      |
| 1982-1983  | Canucks de Vancouver    | LNH            | 58  | 21               | 26               | 8                | 3 291            | 208              | 3,79             | 87,3             | 0                | 2                | 3                | 0  | 3                    | 193                  | 13                   | 4,04                 | --                   | 0                    | 0                    |                      |                      |
| 1983-1984  | Canucks de Vancouver    | LNH            | 36  | 10               | 21               | 5                | 2 110            | 141              | 4,01             | 86,8             | 1                | 0                | 4                | 1  | 3                    | 222                  | 12                   | 3,24                 | 89,6                 | 1                    | 2                    |                      |                      |
| 1984-1985  | Canucks de Vancouver    | LNH            | 51  | 16               | 27               | 6                | 2 930            | 228              | 4,67             | 85,5             | 0                | 4                |                  |    |                      |                      |                      |                      |                      |                      |                      |                      |                      |
| 1984-1985  | Express de Fredericton  | LAH            | 4   | 3                | 0                | 1                | 249              | 13               | 3,13             | 89,8             | 0                | 0                |                  |    |                      |                      |                      |                      |                      |                      |                      |                      |                      |
| 1985-1986  | Canucks de Vancouver    | LNH            | 64  | 19               | 32               | 8                | 3 541            | 240              | 4,07             | 86,1             | 2                | 16               | 2                | 0  | 2                    | 120                  | 12                   | 6                    | 84,8                 | 0                    | 2                    |                      |                      |
| 1986-1987  | Canucks de Vancouver    | LNH            | 53  | 20               | 25               | 5                | 2 972            | 178              | 3,59             | 87,2             | 1                | 2                |                  |    |                      |                      |                      |                      |                      |                      |                      |                      |                      |
| 1987-1988  | Canucks de Vancouver    | LNH            | 11  | 3                | 6                | 2                | 670              | 49               | 4,4              | 85,9             | 0                | 0                |                  |    |                      |                      |                      |                      |                      |                      |                      |                      |                      |
| 1987-1988  | Whalers de Hartford     | LNH            | 6   | 4                | 2                | 0                | 340              | 15               | 2,65             | 89.4             | 0                | 2                | 4                | 1  | 3                    | 199                  | 12                   | 3,62                 | 86,2                 | 0                    | 0                    |                      |                      |
| 1987-1988  | Express de Fredericton  | LAH            | 2   | 0                | 1                | 0                | 99               | 8                | 4,85             | 86,2             | 0                | 0                |                  |    |                      |                      |                      |                      |                      |                      |                      |                      |                      |
| 1988-1989  | Whalers de Binghamton   | LAH            | 6   | 1                | 2                | 0                | 222              | 21               | 5,68             | 82,4             | 0                | 2                |                  |    |                      |                      |                      |                      |                      |                      |                      |                      |                      |
| Totaux LNH | Totaux LNH              | Totaux LNH     | 385 | 131              | 175              | 62               | 21 966           | 1 410            | 3,85             | --               | 6                | 26               | 33               | 13 | 20                   | 2 008                | 111                  | 3,32                 | --                   | 1                    | 4                    |                      |                      |
| Totaux AMH | Totaux AMH              | Totaux AMH     | 305 | 165              | 114              | 12               | 17 101           | 1 037            | --               | --               | 8                | 21               | 51               | 26 | 23                   | 2 948                | 177                  | --                   | --                   | 3                    | 4                    |                      |                      |

## Honneurs et trophées
- Ligue de hockey junior majeur du Québec
  - Nommé dans la première équipe d'étoiles en 1972.
  - Vainqueur du trophée Jacques-Plante, remis au meilleur gardien de la ligue en 1972.
- Coupe Memorial
  - Vainqueur du trophée Stafford-Smythe, remis au joueur par excellence du tournoi en 1972.
- Association mondiale de hockey
  - Nommé dans la deuxième équipe d'étoiles en 1979.
- Ligue centrale de hockey
  - Nommé dans la première équipe d'étoiles en 1980.
  - Vainqueur du trophée Terry-Sawchuk (en), remis au gardien ayant concédé le moins de buts (partagé avec Jim Park) en 1980.

## Transaction en carrière
- Repêchage 1972 : réclamé par les Islanders de New York (7e choix de l'équipe, 97e au total).
- 12 février 1972 : réclamé par les Nordiques de Québec lors du repêchage générale.
- 9 juin 1979 : réclamé par les Islanders de New York avant le repêchage d'expansion.
- 9 juin 1979 : réclamé par les Nordiques en tant que sélection prioritaire.
- août 1979 : échangé par les Nordiques aux Islanders de New York en retour de Göran Högosta.
- 6 octobre 1980 : échangé par les Islanders avec leur choix de cinquième tour au repêchage de 1981 (les Canucks réclament avec ce choix Moe Lemay) aux Canucks de Vancouver en retour du choix de cinquième tour des Canucks en 1981 (les Islanders sélectionnent avec ce choix Jacques Sylvestre.
- 8 mars 1988 : échangé par les Canucks aux Whalers de Hartford en retour de Steve Weeks.